# غار صفدر ۲
اشکفت صفدر ۲ مربوط به دوران پارینه‌سنگی جدید - دوران فرادیرینه‌سنگی است و در شهرستان پاسارگاد، بخش مرکزی، شهر سعادتشهر، ۲۰۰ متری شمال غربی پلیس راه سعات شهر واقع شده و این اثر در تاریخ ۲۶ اسفند ۱۳۸۶ با شمارهٔ ثبت ۲۱۹۲۱ به‌عنوان یکی از آثار ملی ایران به ثبت رسیده است.